# Torneos WTA en 2019
El Tour de la WTA 2019 es el circuito de la élite profesional del tenis, organizado por la Asociación de Tenis Femenino (WTA) para el año 2019. El WTA Tour 2019 comprendió el calendario de torneos de Grand Slam (supervisado por la Federación Internacional de Tenis (ITF)), los Torneos WTA Premier (Premier Mandatory, Premier 5, y los Premier regulares), los Torneos WTA International, la Copa Federación de Tenis (organizada por la ITF) y los campeonatos de fin de año (el WTA Finals y el WTA Elite Trophy). También estuvo incluido en el calendario de 2019 la Copa Hopman, que es un torneo de equipos mixtos organizado por la ITF, pero que no distribuye puntos para el Ranking.

## Calendario
Esta es la programación completa de los torneos durante el calendario de la WTA en 2019. Los torneos aparecen ordenados según su categoría y conforme se vayan disputando cronológicamente, figurando a su vez la tenista ganadora del torneo y el progreso de las jugadoras en cada torneo a partir de los cuartos de final. Para cada torneo se indica, además, el importe económico para premios, la superficie en la que se juega y el número de tenistas participantes.
Clave
| Grand Slam            |
| Finals                |
| Elite Trophy          |
| Premier Mandatory     |
| Premier 5             |
| Premier               |
| International         |
| Copa Hopman y Fed Cup |

### Enero
| Semana                  | Torneo | Campeonas                                             | Finalistas                                     | Semifinalistas                                  | Cuartos de final                                                              |
| ----------------------- | --- | ----------------------------------------------------- | ---------------------------------------------- | ----------------------------------------------- | ----------------------------------------------------------------------------- |
| 31 de diciembre         | Hopman Cup Perth, Australia Campeonato Mixto de la ITF Dura (o) – 8 equipos (RR)                                                           | Suiza Belinda Bencic Roger Federer 2-1                | Alemania · Angelique Kerber · Alexander Zverev | Eliminados del Grupo A Australia España Francia | Eliminados del Grupo B · Estados Unidos · Grecia · Reino Unido                |
| 31 de diciembre         | Brisbane International Brisbane, Australia WTA Premier $1,000,000 – Dura – 30S/32Q/16D Cuadro Individual – Cuadro de Dobles                | Karolína Plíšková 4-6, 7-5, 6-2                       | Lesia Tsurenko                                 | Donna Vekić Naomi Osaka                         | Aliaksandra Sasnovich Ajla Tomljanović Anett Kontaveit Anastasija Sevastova   |
| 31 de diciembre         | Brisbane International Brisbane, Australia WTA Premier $1,000,000 – Dura – 30S/32Q/16D Cuadro Individual – Cuadro de Dobles                | Nicole Melichar Květa Peschke 6-1, 6-1                | Hao-Ching Chan Yung-Jan Chan                   | Donna Vekić Naomi Osaka                         | Aliaksandra Sasnovich Ajla Tomljanović Anett Kontaveit Anastasija Sevastova   |
| 31 de diciembre         | Shenzhen Open Shenzhen, China WTA International $750,000 – Dura – 32S/16Q/16D Cuadro Individual – Cuadro de Dobles                         | Aryna Sabalenka 4-6, 7-6(2), 6-3                      | Alison Riske                                   | Yafan Wang Vera Zvonareva                       | María Sharápova Monica Niculescu Sorana Cîrstea Veronika Kudermétova          |
| 31 de diciembre         | Shenzhen Open Shenzhen, China WTA International $750,000 – Dura – 32S/16Q/16D Cuadro Individual – Cuadro de Dobles                         | Shuai Peng Zhaoxuan Yang 6-4, 6-3                     | Yingying Duan Renata Voráčová                  | Yafan Wang Vera Zvonareva                       | María Sharápova Monica Niculescu Sorana Cîrstea Veronika Kudermétova          |
| 31 de diciembre         | ASB Classic Auckland, Nueva Zelanda WTA International $250,000 – Dura – 32S/32Q/16D Cuadro Individual – Cuadro de Dobles                   | Julia Goerges 2-6, 7-5, 6-1                           | Bianca Andreescu                               | Su-Wei Hsieh Viktória Kužmová                   | Venus Williams Sara Sorribes Amanda Anisimova Eugénie Bouchard                |
| 31 de diciembre         | ASB Classic Auckland, Nueva Zelanda WTA International $250,000 – Dura – 32S/32Q/16D Cuadro Individual – Cuadro de Dobles                   | Eugénie Bouchard Sofia Kenin 1-6, 6-1, [10-7]         | Paige Mary Hourigan Taylor Townsend            | Su-Wei Hsieh Viktória Kužmová                   | Venus Williams Sara Sorribes Amanda Anisimova Eugénie Bouchard                |
| 7 de enero              | Sydney International Sídney, Australia WTA Premier $823,000 – Dura – 30S/32Q/16D Cuadro Individual – Cuadro de Dobles                      | Petra Kvitová 1-6, 7-5, 7-6(3)                        | Ashleigh Barty                                 | Kiki Bertens Aliaksandra Sasnovich              | Elise Mertens Yulia Putintseva Timea Bacsinszky Angelique Kerber              |
| 7 de enero              | Sydney International Sídney, Australia WTA Premier $823,000 – Dura – 30S/32Q/16D Cuadro Individual – Cuadro de Dobles                      | Aleksandra Krunić Kateřina Siniaková 6-1, 7-6(3)      | Eri Hozumi Alicja Rosolska                     | Kiki Bertens Aliaksandra Sasnovich              | Elise Mertens Yulia Putintseva Timea Bacsinszky Angelique Kerber              |
| 7 de enero              | Hobart International Hobart, Australia WTA International $250,000 – Dura – 32S/32Q/16D Cuadro Individual – Cuadro de Dobles                | Sofia Kenin 6-3, 6-0                                  | Anna Schmiedlová                               | Alizé Cornet Belinda Bencic                     | Kirsten Flipkens Greet Minnen Irina-Camelia Begu Dayana Yastremska            |
| 7 de enero              | Hobart International Hobart, Australia WTA International $250,000 – Dura – 32S/32Q/16D Cuadro Individual – Cuadro de Dobles                | Hao-Ching Chan Yung-Jan Chan 6-3, 3-6, [10-6]         | Kirsten Flipkens Johanna Larsson               | Alizé Cornet Belinda Bencic                     | Kirsten Flipkens Greet Minnen Irina-Camelia Begu Dayana Yastremska            |
| 14 de enero 21 de enero | Australian Open Melbourne, Australia Grand Slam A$28,814,100 – Dura 128S/128Q/64D/32X Cuadro Individual – Cuadro de Dobles – Dobles Mixtos | Naomi Osaka 7-6(2), 5-7, 6-4                          | Petra Kvitová                                  | Karolína Plíšková Danielle Collins              | Serena Williams Elina Svitolina Ashleigh Barty Anastasiya Pavliuchenkova      |
| 14 de enero 21 de enero | Australian Open Melbourne, Australia Grand Slam A$28,814,100 – Dura 128S/128Q/64D/32X Cuadro Individual – Cuadro de Dobles – Dobles Mixtos | Samantha Stosur Shuai Zhang 6-3, 6-4                  | Tímea Babos Kristina Mladenovic                | Karolína Plíšková Danielle Collins              | Serena Williams Elina Svitolina Ashleigh Barty Anastasiya Pavliuchenkova      |
| 14 de enero 21 de enero | Australian Open Melbourne, Australia Grand Slam A$28,814,100 – Dura 128S/128Q/64D/32X Cuadro Individual – Cuadro de Dobles – Dobles Mixtos | Barbora Krejčíková Rajeev Ram 7-6(3), 6-1             | Astra Sharma John-Patrick Smith                | Karolína Plíšková Danielle Collins              | Serena Williams Elina Svitolina Ashleigh Barty Anastasiya Pavliuchenkova      |
| 28 de enero             | St. Petersburg Ladies Trophy San Petersburgo, Rusia WTA Premier $823,000 – Dura (i) – 28S/32Q/16D Cuadro Individual – Cuadro de Dobles     | Kiki Bertens 7-6(2), 6-4                              | Donna Vekić                                    | Vera Zvonareva Aryna Sabalenka                  | Petra Kvitová Daria Kasátkina Ekaterina Alexandrova Anastasiya Pavliuchenkova |
| 28 de enero             | St. Petersburg Ladies Trophy San Petersburgo, Rusia WTA Premier $823,000 – Dura (i) – 28S/32Q/16D Cuadro Individual – Cuadro de Dobles     | Margarita Gasparyan Yekaterina Makarova 7-5, 7-5      | Anna Kalinskaya Viktória Kužmová               | Vera Zvonareva Aryna Sabalenka                  | Petra Kvitová Daria Kasátkina Ekaterina Alexandrova Anastasiya Pavliuchenkova |
| 28 de enero             | Toyota Thailand Open Hua Hin, Tailandia WTA International $250,000 – Dura – 32S/24Q/16D Cuadro Individual – Cuadro de Dobles               | Dayana Yastremska 6-2, 2-6, 7-6(3)                    | Ajla Tomljanović                               | Magda Linette Tamara Zidanšek                   | Garbiñe Muguruza Yafan Wang Saisai Zheng Viktorija Golubic                    |
| 28 de enero             | Toyota Thailand Open Hua Hin, Tailandia WTA International $250,000 – Dura – 32S/24Q/16D Cuadro Individual – Cuadro de Dobles               | Irina-Camelia Begu Monica Niculescu 2-6, 6-1, [12-10] | Anna Blinkova Yafan Wang                       | Magda Linette Tamara Zidanšek                   | Garbiñe Muguruza Yafan Wang Saisai Zheng Viktorija Golubic                    |

### Febrero
| Semana        | Torneo | Campeonas                                                       | Finalistas                                                 | Semifinalistas                           | Cuartos de final                                                      |
| ------------- | --- | --------------------------------------------------------------- | ---------------------------------------------------------- | ---------------------------------------- | --------------------------------------------------------------------- |
| 4 de febrero  | Fed Cup by BNP Paribas - Cuartos de final Ostrava, República Checa, Dura (i) Liège, Bélgica, Dura (i) Braunschweig, Alemania, Dura (i) Asheville, Estados Unidos, Dura (i) | Ganadoras Rumanía 3-2 Francia 3-1 Bielorrusia 4-0 Australia 3-2 | Perdedoras República Checa Bélgica Alemania Estados Unidos |                                          |                                                                       |
| 11 de febrero | Qatar Total Open Doha, Catar WTA Premier $916,131 – Dura – 28S/32Q/16D Cuadro Individual – Cuadro de Dobles                                                                | Elise Mertens 3-6, 6-4, 6-3                                     | Simona Halep                                               | Elina Svitolina Angelique Kerber         | Julia Goerges Karolína Muchová Barbora Strýcová Kiki Bertens          |
| 11 de febrero | Qatar Total Open Doha, Catar WTA Premier $916,131 – Dura – 28S/32Q/16D Cuadro Individual – Cuadro de Dobles                                                                | Hao-Ching Chan Yung-Jan Chan 6-1, 3-6, [10-6]                   | Anna-Lena Grönefeld Demi Schuurs                           | Elina Svitolina Angelique Kerber         | Julia Goerges Karolína Muchová Barbora Strýcová Kiki Bertens          |
| 18 de febrero | Dubai Duty Free Tennis Championships Dubái, Emiratos Árabes Unidos WTA Premier 5 $2,828,000 – Dura – 56S/32Q/28D Cuadro Individual – Cuadro de Dobles                      | Belinda Bencic 6-3, 1-6, 6-2                                    | Petra Kvitová                                              | Elina Svitolina Su-Wei Hsieh             | Carla Suárez Simona Halep Karolína Plíšková Viktória Kužmová          |
| 18 de febrero | Dubai Duty Free Tennis Championships Dubái, Emiratos Árabes Unidos WTA Premier 5 $2,828,000 – Dura – 56S/32Q/28D Cuadro Individual – Cuadro de Dobles                      | Su-Wei Hsieh Barbora Strýcová 6-4, 6-4                          | Lucie Hradecká Yekaterina Makarova                         | Elina Svitolina Su-Wei Hsieh             | Carla Suárez Simona Halep Karolína Plíšková Viktória Kužmová          |
| 18 de febrero | Hungarian Ladies Open Budapest, Hungría WTA International $250,000 – Dura (i) – 32S/24Q/16D Cuadro Individual – Cuadro de Dobles                                           | Alison Van Uytvanck 1-6, 7-5, 6-2                               | Markéta Vondroušová                                        | Ekaterina Alexandrova Anastasia Potapova | Kateryna Kozlova Pauline Parmentier Sorana Cîrstea Irina-Camelia Begu |
| 18 de febrero | Hungarian Ladies Open Budapest, Hungría WTA International $250,000 – Dura (i) – 32S/24Q/16D Cuadro Individual – Cuadro de Dobles                                           | Ekaterina Alexandrova Vera Zvonareva 6-4, 4-6, [10-7]           | Fanny Stollár Heather Watson                               | Ekaterina Alexandrova Anastasia Potapova | Kateryna Kozlova Pauline Parmentier Sorana Cîrstea Irina-Camelia Begu |
| 25 de febrero | Abierto Mexicano Telcel presentado por HSBC Acapulco, México WTA International $250,000 – Dura – 32S/24Q/16D Cuadro Individual – Cuadro de Dobles                          | Yafan Wang 2-6, 6-3, 7-5                                        | Sofia Kenin                                                | Donna Vekić Bianca Andreescu             | Beatriz Haddad Maia Johanna Konta Saisai Zheng Victoria Azarenka      |
| 25 de febrero | Abierto Mexicano Telcel presentado por HSBC Acapulco, México WTA International $250,000 – Dura – 32S/24Q/16D Cuadro Individual – Cuadro de Dobles                          | Victoria Azarenka Saisai Zheng 6-1, 6-2                         | Desirae Krawczyk Giuliana Olmos                            | Donna Vekić Bianca Andreescu             | Beatriz Haddad Maia Johanna Konta Saisai Zheng Victoria Azarenka      |

### Marzo
| Semana                  | Torneo | Campeonas                                 | Finalistas                            | Semifinalistas                 | Cuartos de final                                                      |
| ----------------------- | --- | ----------------------------------------- | ------------------------------------- | ------------------------------ | --------------------------------------------------------------------- |
| 4 de marzo 11 de marzo  | BNP Paribas Open Indian Wells, Estados Unidos WTA Premier Mandatory $8,359,455 – Dura – 96S/48Q/32D Cuadro Individual – Cuadro de Dobles      | Bianca Andreescu 6-4, 3-6, 6-4            | Angelique Kerber                      | Belinda Bencic Elina Svitolina | Karolína Plíšková Venus Williams Garbiñe Muguruza Markéta Vondroušová |
| 4 de marzo 11 de marzo  | BNP Paribas Open Indian Wells, Estados Unidos WTA Premier Mandatory $8,359,455 – Dura – 96S/48Q/32D Cuadro Individual – Cuadro de Dobles      | Elise Mertens Aryna Sabalenka 6-3, 6-2    | Barbora Krejčíková Kateřina Siniaková | Belinda Bencic Elina Svitolina | Karolína Plíšková Venus Williams Garbiñe Muguruza Markéta Vondroušová |
| 18 de marzo 25 de marzo | Miami Open presented by Itaú Miami, Estados Unidos WTA Premier Mandatory $9,035,428 – Dura – 96S/48Q/32D Cuadro Individual – Cuadro de Dobles | Ashleigh Barty 7-6(1), 6-3                | Karolína Plíšková                     | Anett Kontaveit Simona Halep   | Su-Wei Hsieh Petra Kvitová Markéta Vondroušová Qiang Wang             |
| 18 de marzo 25 de marzo | Miami Open presented by Itaú Miami, Estados Unidos WTA Premier Mandatory $9,035,428 – Dura – 96S/48Q/32D Cuadro Individual – Cuadro de Dobles | Elise Mertens Aryna Sabalenka 7-6(5), 6-2 | Samantha Stosur Shuai Zhang           | Anett Kontaveit Simona Halep   | Su-Wei Hsieh Petra Kvitová Markéta Vondroušová Qiang Wang             |

### Abril
| Semana      | Torneo | Campeonas                                         | Finalistas                                | Semifinalistas                        | Cuartos de final                                                              |
| ----------- | --- | ------------------------------------------------- | ----------------------------------------- | ------------------------------------- | ----------------------------------------------------------------------------- |
| 1 de abril  | Volvo Car Open Charleston, Estados Unidos WTA Premier $823,000 – Tierra Batida (Verde) – 56S/32Q/16D Cuadro Individual – Cuadro de Dobles              | Madison Keys 7-6(5), 6-3                          | Caroline Wozniacki                        | Mónica Puig Petra Martić              | Sloane Stephens Danielle Collins Belinda Bencic Maria Sakkari                 |
| 1 de abril  | Volvo Car Open Charleston, Estados Unidos WTA Premier $823,000 – Tierra Batida (Verde) – 56S/32Q/16D Cuadro Individual – Cuadro de Dobles              | Anna-Lena Grönefeld Alicja Rosolska 7-6(7), 6-2   | Irina Khromacheva Veronika Kudermétova    | Mónica Puig Petra Martić              | Sloane Stephens Danielle Collins Belinda Bencic Maria Sakkari                 |
| 1 de abril  | Abierto GNP Seguros Monterrey, México WTA International $250,000 – Dura – 32S/32Q/16D Cuadro Individual – Cuadro de Dobles                             | Garbiñe Muguruza 6-1, 3-1, ret.                   | Victoria Azarenka                         | Angelique Kerber Magdaléna Rybáriková | Kirsten Flipkens Anastasiya Pavliuchenkova Sachia Vickery Kristina Mladenovic |
| 1 de abril  | Abierto GNP Seguros Monterrey, México WTA International $250,000 – Dura – 32S/32Q/16D Cuadro Individual – Cuadro de Dobles                             | Asia Muhammad María Sánchez 7-6(2), 6-4           | Monique Adamczak Jessica Moore            | Angelique Kerber Magdaléna Rybáriková | Kirsten Flipkens Anastasiya Pavliuchenkova Sachia Vickery Kristina Mladenovic |
| 8 de abril  | Samsung Open presented by Corner Lugano, Suiza WTA International $250,000 – Tierra Batida (Roja) – 32S/32Q/16D Cuadro Individual – Cuadro de Dobles    | Polona Hercog 6-3, 3-6, 6-3                       | Iga Świątek                               | Kristýna Plíšková Fiona Ferro         | Svetlana Kuznetsova Vera Lapko Stefanie Vögele Veronika Kudermétova           |
| 8 de abril  | Samsung Open presented by Corner Lugano, Suiza WTA International $250,000 – Tierra Batida (Roja) – 32S/32Q/16D Cuadro Individual – Cuadro de Dobles    | Sorana Cîrstea Andreea Mitu 1-6, 6-2, [10-8]      | Veronika Kudermétova Galina Voskoboeva    | Kristýna Plíšková Fiona Ferro         | Svetlana Kuznetsova Vera Lapko Stefanie Vögele Veronika Kudermétova           |
| 8 de abril  | Claro Open Colsanitas Bogotá, Colombia WTA International $250,000 – Tierra Batida (Roja) – 32S/24Q/16D Cuadro Individual – Cuadro de Dobles            | Amanda Anisimova 4-6, 6-4, 6-1                    | Astra Sharma                              | Beatriz Haddad Maia Lara Arruabarrena | María Camila Osorio Sara Sorribes Tamara Zidanšek Sara Errani                 |
| 8 de abril  | Claro Open Colsanitas Bogotá, Colombia WTA International $250,000 – Tierra Batida (Roja) – 32S/24Q/16D Cuadro Individual – Cuadro de Dobles            | Zoe Hives Astra Sharma 6-1, 6-2                   | Hayley Carter Ena Shibahara               | Beatriz Haddad Maia Lara Arruabarrena | María Camila Osorio Sara Sorribes Tamara Zidanšek Sara Errani                 |
| 15 de abril | Fed Cup by BNP Paribas - Semifinales Ruan, Francia, Tierra batida (i) Brisbane, Australia, Dura                                                        | Ganadoras Francia 3-2 Australia 3-2               | Perdedoras Rumanía Bielorrusia            |                                       |                                                                               |
| 22 de abril | Porsche Tennis Grand Prix Stuttgart, Alemania WTA Premier $886,077 – Tierra Batida (Roja) (i) – 28S/32Q/16D Cuadro Individual – Cuadro de Dobles       | Petra Kvitová 6-3, 7-6(2)                         | Anett Kontaveit                           | Naomi Osaka Kiki Bertens              | Donna Vekić Victoria Azarenka Anastasija Sevastova Angelique Kerber           |
| 22 de abril | Porsche Tennis Grand Prix Stuttgart, Alemania WTA Premier $886,077 – Tierra Batida (Roja) (i) – 28S/32Q/16D Cuadro Individual – Cuadro de Dobles       | Mona Barthel Anna-Lena Friedsam 2-6, 6-3, [10-6]  | Anastasiya Pavliuchenkova Lucie Šafářová  | Naomi Osaka Kiki Bertens              | Donna Vekić Victoria Azarenka Anastasija Sevastova Angelique Kerber           |
| 22 de abril | TEB BNP Paribas Istanbul Cup Estambul, Turquía WTA International $250,000 – Tierra Batida (Roja) – 32S/24Q/16D Cuadro Individual – Cuadro de Dobles    | Petra Martić 1-6, 6-4, 6-1                        | Markéta Vondroušová                       | Barbora Strýcová Margarita Gasparyan  | Lara Arruabarrena Yelena Rybakina Kristina Mladenovic Veronika Kudermétova    |
| 22 de abril | TEB BNP Paribas Istanbul Cup Estambul, Turquía WTA International $250,000 – Tierra Batida (Roja) – 32S/24Q/16D Cuadro Individual – Cuadro de Dobles    | Tímea Babos Kristina Mladenovic 6-1, 6-0          | Alexa Guarachi Sabrina Santamaria         | Barbora Strýcová Margarita Gasparyan  | Lara Arruabarrena Yelena Rybakina Kristina Mladenovic Veronika Kudermétova    |
| 29 de abril | J&T Banka Prague Open Praga, República Checa WTA International $250,000 – Tierra Batida (Roja) – 32S/32Q/16D Cuadro Individual – Cuadro de Dobles      | Jil Teichmann 7-6(5), 3-6, 6-4                    | Karolína Muchová                          | Barbora Strýcová Bernarda Pera        | Kateřina Siniaková Tamara Korpatsch Qiang Wang Natalia Vikhlyantseva          |
| 29 de abril | J&T Banka Prague Open Praga, República Checa WTA International $250,000 – Tierra Batida (Roja) – 32S/32Q/16D Cuadro Individual – Cuadro de Dobles      | Anna Kalinskaya Viktória Kužmová 4-6, 7-5, [10-7] | Nicole Melichar Květa Peschke             | Barbora Strýcová Bernarda Pera        | Kateřina Siniaková Tamara Korpatsch Qiang Wang Natalia Vikhlyantseva          |
| 29 de abril | GP SAR La Princesse Lalla Meryem Rabat, Marruecos WTA International $250,000 – Tierra Batida (Roja) – 32S/32Q/16D Cuadro Individual – Cuadro de Dobles | Maria Sakkari 2-6, 6-4, 6-1                       | Johanna Konta                             | Alison Van Uytvanck Ajla Tomljanović  | Elise Mertens Ysaline Bonaventure Rebecca Peterson Su-Wei Hsieh               |
| 29 de abril | GP SAR La Princesse Lalla Meryem Rabat, Marruecos WTA International $250,000 – Tierra Batida (Roja) – 32S/32Q/16D Cuadro Individual – Cuadro de Dobles | María José Martínez Sara Sorribes 7-5, 6-1        | Georgina García Pérez Oksana Kalashnikova | Alison Van Uytvanck Ajla Tomljanović  | Elise Mertens Ysaline Bonaventure Rebecca Peterson Su-Wei Hsieh               |

### Mayo
| Semana                | Torneo | Campeonas                                         | Finalistas                       | Semifinalistas                    | Cuartos de final                                                        |
| --------------------- | --- | ------------------------------------------------- | -------------------------------- | --------------------------------- | ----------------------------------------------------------------------- |
| 6 de mayo             | Mutua Madrid Open Madrid, España WTA Premier Mandatory €7,021,128 – Tierra Batida (Roja) – 64S/32Q/28D Cuadro Individual – Cuadro de Dobles            | Kiki Bertens 6-4, 6-4                             | Simona Halep                     | Belinda Bencic Sloane Stephens    | Naomi Osaka Ashleigh Barty Petra Martić Petra Kvitová                   |
| 6 de mayo             | Mutua Madrid Open Madrid, España WTA Premier Mandatory €7,021,128 – Tierra Batida (Roja) – 64S/32Q/28D Cuadro Individual – Cuadro de Dobles            | Su-Wei Hsieh Barbora Strýcová 6-3, 6-1            | Gabriela Dabrowski Xu Yifan      | Belinda Bencic Sloane Stephens    | Naomi Osaka Ashleigh Barty Petra Martić Petra Kvitová                   |
| 13 de mayo            | Internazionali BNL d'Italia Roma, Italia WTA Premier 5 €3,452,538 – Tierra Batida (Roja) – 56S/32Q/28D Cuadro Individual – Cuadro de Dobles            | Karolína Plíšková 6-3, 6-4                        | Johanna Konta                    | Kiki Bertens Maria Sakkari        | Naomi Osaka Markéta Vondroušová Victoria Azarenka Kristina Mladenovic   |
| 13 de mayo            | Internazionali BNL d'Italia Roma, Italia WTA Premier 5 €3,452,538 – Tierra Batida (Roja) – 56S/32Q/28D Cuadro Individual – Cuadro de Dobles            | Victoria Azarenka Ashleigh Barty 4-6, 6-0, [10-3] | Anna-Lena Grönefeld Demi Schuurs | Kiki Bertens Maria Sakkari        | Naomi Osaka Markéta Vondroušová Victoria Azarenka Kristina Mladenovic   |
| 20 de mayo            | Internationaux de Strasbourg Estrasburgo, Francia WTA International $250,000 – Tierra Batida (Roja) – 32S/24Q/16D Cuadro Individual – Cuadro de Dobles | Dayana Yastremska 6-4, 5-7, 7-6(3)                | Caroline Garcia                  | Chloé Paquet Aryna Sabalenka      | Daria Gavrilova Marta Kostyuk Fiona Ferro Mónica Puig                   |
| 20 de mayo            | Internationaux de Strasbourg Estrasburgo, Francia WTA International $250,000 – Tierra Batida (Roja) – 32S/24Q/16D Cuadro Individual – Cuadro de Dobles | Daria Gavrilova Ellen Perez 6-4, 6-3              | Yingying Duan Xinyun Han         | Chloé Paquet Aryna Sabalenka      | Daria Gavrilova Marta Kostyuk Fiona Ferro Mónica Puig                   |
| 20 de mayo            | Nürnberger Versicherungscup Núremberg, Alemania WTA International €250,000 – Tierra Batida (Roja) – 32S/24Q/16D Cuadro Individual – Cuadro de Dobles   | Yulia Putintseva 4-6, 6-4, 6-2                    | Tamara Zidanšek                  | Sorana Cîrstea Kateřina Siniaková | Anna-Lena Friedsam Nina Stojanović Veronika Kudermétova Madison Brengle |
| 20 de mayo            | Nürnberger Versicherungscup Núremberg, Alemania WTA International €250,000 – Tierra Batida (Roja) – 32S/24Q/16D Cuadro Individual – Cuadro de Dobles   | Gabriela Dabrowski Xu Yifan 4-6, 7-6(5), [10-5]   | Sharon Fichman Nicole Melichar   | Sorana Cîrstea Kateřina Siniaková | Anna-Lena Friedsam Nina Stojanović Veronika Kudermétova Madison Brengle |
| 27 de mayo 3 de junio | Roland Garros París, Francia Grand Slam €19,991,500– Tierra Batida (Roja) 128S/96Q/64D/32X Cuadro Individual – Cuadro de Dobles – Dobles Mixtos        | Ashleigh Barty 6-1, 6-3                           | Markéta Vondroušová              | Amanda Anisimova Johanna Konta    | Madison Keys Simona Halep Sloane Stephens Petra Martić                  |
| 27 de mayo 3 de junio | Roland Garros París, Francia Grand Slam €19,991,500– Tierra Batida (Roja) 128S/96Q/64D/32X Cuadro Individual – Cuadro de Dobles – Dobles Mixtos        | Tímea Babos Kristina Mladenovic 6-2, 6-3          | Yingying Duan Saisai Zheng       | Amanda Anisimova Johanna Konta    | Madison Keys Simona Halep Sloane Stephens Petra Martić                  |
| 27 de mayo 3 de junio | Roland Garros París, Francia Grand Slam €19,991,500– Tierra Batida (Roja) 128S/96Q/64D/32X Cuadro Individual – Cuadro de Dobles – Dobles Mixtos        | Yung-Jan Chan Ivan Dodig 6-1, 7-6(5)              | Gabriela Dabrowski Mate Pavić    | Amanda Anisimova Johanna Konta    | Madison Keys Simona Halep Sloane Stephens Petra Martić                  |

### Junio
| Semana      | Torneo | Campeonas                                         | Finalistas                             | Semifinalistas                        | Cuartos de final                                                          |
| ----------- | --- | ------------------------------------------------- | -------------------------------------- | ------------------------------------- | ------------------------------------------------------------------------- |
| 10 de junio | Nature Valley Open Nottingham, Gran Bretaña WTA International $250,000 – Césped – 32S/24Q/16D Cuadro Individual – Cuadro de Dobles    | Caroline Garcia 2-6, 7-6(4), 7-6(4)               | Donna Vekić                            | Jennifer Brady Tatjana Maria          | Elena-Gabriela Ruse Maria Sakkari Ajla Tomljanović Kristina Mladenovic    |
| 10 de junio | Nature Valley Open Nottingham, Gran Bretaña WTA International $250,000 – Césped – 32S/24Q/16D Cuadro Individual – Cuadro de Dobles    | Desirae Krawczyk Giuliana Olmos 7-6(5), 7-5       | Ellen Perez Arina Rodionova            | Jennifer Brady Tatjana Maria          | Elena-Gabriela Ruse Maria Sakkari Ajla Tomljanović Kristina Mladenovic    |
| 10 de junio | Libéma Open 's-Hertogenbosch, Países Bajos WTA International €250,000 – Césped – 32S/24Q/16D Cuadro Individual – Cuadro de Dobles     | Alison Riske 0-6, 7-6(3), 7-5                     | Kiki Bertens                           | Yelena Rybakina Veronika Kudermétova  | Natalia Vikhlyantseva Kirsten Flipkens Ekaterina Alexandrova Greet Minnen |
| 10 de junio | Libéma Open 's-Hertogenbosch, Países Bajos WTA International €250,000 – Césped – 32S/24Q/16D Cuadro Individual – Cuadro de Dobles     | Shuko Aoyama Aleksandra Krunić 7-5, 6-3           | Lesley Kerkhove Bibiane Schoofs        | Yelena Rybakina Veronika Kudermétova  | Natalia Vikhlyantseva Kirsten Flipkens Ekaterina Alexandrova Greet Minnen |
| 17 de junio | Nature Valley Classic Birmingham, Gran Bretaña WTA Premier $1,006,263 – Césped – 32S/32Q/16D Cuadro Individual – Cuadro de Dobles     | Ashleigh Barty 6-3, 7-5                           | Julia Goerges                          | Petra Martić Barbora Strýcová         | Yulia Putintseva Jeļena Ostapenko Kristýna Plíšková Venus Williams        |
| 17 de junio | Nature Valley Classic Birmingham, Gran Bretaña WTA Premier $1,006,263 – Césped – 32S/32Q/16D Cuadro Individual – Cuadro de Dobles     | Su-Wei Hsieh Barbora Strýcová 6-4, 6-7(4), [10-8] | Anna-Lena Grönefeld Demi Schuurs       | Petra Martić Barbora Strýcová         | Yulia Putintseva Jeļena Ostapenko Kristýna Plíšková Venus Williams        |
| 17 de junio | Mallorca Open Palma de Mallorca, España WTA International $250,000 – Césped – 32S/24Q/16D Cuadro Individual – Cuadro de Dobles        | Sofia Kenin 6-7(2), 7-6(5), 6-4                   | Belinda Bencic                         | Angelique Kerber Anastasija Sevastova | Caroline Garcia Amanda Anisimova Elise Mertens Yafan Wang                 |
| 17 de junio | Mallorca Open Palma de Mallorca, España WTA International $250,000 – Césped – 32S/24Q/16D Cuadro Individual – Cuadro de Dobles        | Kirsten Flipkens Johanna Larsson 6-2, 6-4         | María José Martínez Sara Sorribes      | Angelique Kerber Anastasija Sevastova | Caroline Garcia Amanda Anisimova Elise Mertens Yafan Wang                 |
| 24 de junio | Nature Valley International Eastbourne, Gran Bretaña WTA Premier $998,712 – Césped – 48S/24Q/16D Cuadro Individual – Cuadro de Dobles | Karolína Plíšková 6-1, 6-4                        | Angelique Kerber                       | Ons Jabeur Kiki Bertens               | Alizé Cornet Simona Halep Aryna Sabalenka Ekaterina Alexandrova           |
| 24 de junio | Nature Valley International Eastbourne, Gran Bretaña WTA Premier $998,712 – Césped – 48S/24Q/16D Cuadro Individual – Cuadro de Dobles | Hao-Ching Chan Yung-Jan Chan 2-6, 6-3, [10-6]     | Kirsten Flipkens Bethanie Mattek-Sands | Ons Jabeur Kiki Bertens               | Alizé Cornet Simona Halep Aryna Sabalenka Ekaterina Alexandrova           |

### Julio
| Semana                | Torneo | Campeonas                                          | Finalistas                             | Semifinalistas                      | Cuartos de final                                                         |
| --------------------- | --- | -------------------------------------------------- | -------------------------------------- | ----------------------------------- | ------------------------------------------------------------------------ |
| 1 de julio 8 de julio | The Championships, Wimbledon Londres, Gran Bretaña Grand Slam £17,984,000 – Césped 128S/96Q/64D/16Q/48X Cuadro Individual – Cuadro de Dobles – Dobles Mixtos | Simona Halep 6-2, 6-2                              | Serena Williams                        | Barbora Strýcová Elina Svitolina    | Alison Riske Johanna Konta Karolína Muchová Shuai Zhang                  |
| 1 de julio 8 de julio | The Championships, Wimbledon Londres, Gran Bretaña Grand Slam £17,984,000 – Césped 128S/96Q/64D/16Q/48X Cuadro Individual – Cuadro de Dobles – Dobles Mixtos | Su-Wei Hsieh Barbora Strýcová 6-2, 6-4             | Gabriela Dabrowski Xu Yifan            | Barbora Strýcová Elina Svitolina    | Alison Riske Johanna Konta Karolína Muchová Shuai Zhang                  |
| 1 de julio 8 de julio | The Championships, Wimbledon Londres, Gran Bretaña Grand Slam £17,984,000 – Césped 128S/96Q/64D/16Q/48X Cuadro Individual – Cuadro de Dobles – Dobles Mixtos | Yung-Jan Chan Ivan Dodig 6-2, 6-3                  | Jeļena Ostapenko Robert Lindstedt      | Barbora Strýcová Elina Svitolina    | Alison Riske Johanna Konta Karolína Muchová Shuai Zhang                  |
| 15 de julio           | Bucharest Open Bucarest, Rumania WTA International $250,000 – Tierra Batida (Roja) – 32S/32Q/16D Cuadro Individual – Cuadro de Dobles                        | Yelena Rybakina 6-2, 6-0                           | Patricia Maria Țig                     | Laura Siegemund Martina Di Giuseppe | Kristýna Plíšková Irina-Camelia Begu Barbora Krejčíková Viktória Kužmová |
| 15 de julio           | Bucharest Open Bucarest, Rumania WTA International $250,000 – Tierra Batida (Roja) – 32S/32Q/16D Cuadro Individual – Cuadro de Dobles                        | Viktória Kužmová Kristýna Plíšková 6-4, 7-6(3)     | Jaqueline Cristian Elena-Gabriela Ruse | Laura Siegemund Martina Di Giuseppe | Kristýna Plíšková Irina-Camelia Begu Barbora Krejčíková Viktória Kužmová |
| 15 de julio           | Ladies Championships Lausanne Lausana, Suiza WTA International $250,000 – Tierra Batida (Roja) – 32S/24Q/16D Cuadro Individual – Cuadro de Dobles            | Fiona Ferro 6-1, 2-6, 6-1                          | Alizé Cornet                           | Tamara Korpatsch Bernarda Pera      | Jil Teichmann Natalia Vikhlyantseva Samantha Stosur Xinyun Han           |
| 15 de julio           | Ladies Championships Lausanne Lausana, Suiza WTA International $250,000 – Tierra Batida (Roja) – 32S/24Q/16D Cuadro Individual – Cuadro de Dobles            | Anastasia Potapova Yana Sizikova 6-2, 6-4          | Monique Adamczak Xinyun Han            | Tamara Korpatsch Bernarda Pera      | Jil Teichmann Natalia Vikhlyantseva Samantha Stosur Xinyun Han           |
| 22 de julio           | Baltic Open Jūrmala, Letonia WTA International $250,000 – Tierra Batida (Roja) – 32S/24Q/16D Cuadro Individual – Cuadro de Dobles                            | Anastasija Sevastova 3-6, 7-5, 6-4                 | Katarzyna Kawa                         | Anastasia Potapova Bernarda Pera    | Irina Bara Patricia Maria Țig Nina Stojanović Chloé Paquet               |
| 22 de julio           | Baltic Open Jūrmala, Letonia WTA International $250,000 – Tierra Batida (Roja) – 32S/24Q/16D Cuadro Individual – Cuadro de Dobles                            | Sharon Fichman Nina Stojanović 2-6, 7-6(1), [10-6] | Jeļena Ostapenko Galina Voskoboeva     | Anastasia Potapova Bernarda Pera    | Irina Bara Patricia Maria Țig Nina Stojanović Chloé Paquet               |
| 22 de julio           | Palermo Open Palermo, Italia WTA International $250,000 – Tierra Batida (Roja) – 32S/24Q/16D Cuadro Individual – Cuadro de Dobles                            | Jil Teichmann 7-6(3), 6-2                          | Kiki Bertens                           | Paula Badosa Liudmila Samsonova     | Jasmine Paolini Arantxa Rus Fiona Ferro Anna-Lena Friedsam               |
| 22 de julio           | Palermo Open Palermo, Italia WTA International $250,000 – Tierra Batida (Roja) – 32S/24Q/16D Cuadro Individual – Cuadro de Dobles                            | Cornelia Lister Renata Voráčová 7-6(2), 6-2        | Ekaterine Gorgodze Arantxa Rus         | Paula Badosa Liudmila Samsonova     | Jasmine Paolini Arantxa Rus Fiona Ferro Anna-Lena Friedsam               |
| 29 de julio           | Mubadala Silicon Valley Classic San José, Estados Unidos WTA Premier $876,183 – Dura – 28S/16Q/16D Cuadro Individual – Cuadro de Dobles                      | Saisai Zheng 6-3, 7-6(3)                           | Aryna Sabalenka                        | Maria Sakkari Donna Vekić           | Elina Svitolina Amanda Anisimova Kristie Ahn Carla Suárez                |
| 29 de julio           | Mubadala Silicon Valley Classic San José, Estados Unidos WTA Premier $876,183 – Dura – 28S/16Q/16D Cuadro Individual – Cuadro de Dobles                      | Nicole Melichar Květa Peschke 6-4, 6-4             | Shuko Aoyama Ena Shibahara             | Maria Sakkari Donna Vekić           | Elina Svitolina Amanda Anisimova Kristie Ahn Carla Suárez                |
| 29 de julio           | Citi Open Washington D. C., Estados Unidos WTA International $250,000 – Dura – 32S/16Q/16D Cuadro Individual – Cuadro de Dobles                              | Jessica Pegula 6-2, 6-2                            | Camila Giorgi                          | Caty McNally Anna Kalinskaya        | Zarina Diyas Su-Wei Hsieh Lauren Davis Kristina Mladenovic               |
| 29 de julio           | Citi Open Washington D. C., Estados Unidos WTA International $250,000 – Dura – 32S/16Q/16D Cuadro Individual – Cuadro de Dobles                              | Cori Gauff Caty McNally 6-2, 6-2                   | María Sánchez Fanny Stollár            | Caty McNally Anna Kalinskaya        | Zarina Diyas Su-Wei Hsieh Lauren Davis Kristina Mladenovic               |

### Agosto
| Semana                       | Torneo | Campeonas                                         | Finalistas                           | Semifinalistas                 | Cuartos de final                                           |
| ---------------------------- | --- | ------------------------------------------------- | ------------------------------------ | ------------------------------ | ---------------------------------------------------------- |
| 5 de agosto                  | Rogers Cup Toronto, Canadá WTA Premier 5 $2,830,000 – Dura – 56S/48Q/28D Cuadro Individual – Cuadro de Dobles                             | Bianca Andreescu 3-1, ret.                        | Serena Williams                      | Sofia Kenin Marie Bouzková     | Elina Svitolina Karolína Plíšková Simona Halep Naomi Osaka |
| 5 de agosto                  | Rogers Cup Toronto, Canadá WTA Premier 5 $2,830,000 – Dura – 56S/48Q/28D Cuadro Individual – Cuadro de Dobles                             | Barbora Krejčíková Kateřina Siniaková 7-5, 6-0    | Anna-Lena Grönefeld Demi Schuurs     | Sofia Kenin Marie Bouzková     | Elina Svitolina Karolína Plíšková Simona Halep Naomi Osaka |
| 12 de agosto                 | Western & Southern Open Cincinnati, Estados Unidos WTA Premier 5 $2,944,486 – Dura – 56S/48Q/28D Cuadro Individual – Cuadro de Dobles     | Madison Keys 7-5, 7-6(5)                          | Svetlana Kuznetsova                  | Ashleigh Barty Sofia Kenin     | Maria Sakkari Karolína Plíšková Venus Williams Naomi Osaka |
| 12 de agosto                 | Western & Southern Open Cincinnati, Estados Unidos WTA Premier 5 $2,944,486 – Dura – 56S/48Q/28D Cuadro Individual – Cuadro de Dobles     | Lucie Hradecká Andreja Klepač 6-4, 6-1            | Anna-Lena Grönefeld Demi Schuurs     | Ashleigh Barty Sofia Kenin     | Maria Sakkari Karolína Plíšková Venus Williams Naomi Osaka |
| 19 de agosto                 | NYJTL Bronx Open Nueva York, Estados Unidos WTA International $250,000 – Dura – 30S/48Q/16D Cuadro Individual – Cuadro de Dobles          | Magda Linette 5-7, 7-5, 6-4                       | Camila Giorgi                        | Qiang Wang Kateřina Siniaková  | Anna Blinkova Alizé Cornet Karolína Muchová Bernarda Pera  |
| 19 de agosto                 | NYJTL Bronx Open Nueva York, Estados Unidos WTA International $250,000 – Dura – 30S/48Q/16D Cuadro Individual – Cuadro de Dobles          | Darija Jurak María José Martínez 7-5, 2-6, [10-7] | Margarita Gasparyan Monica Niculescu | Qiang Wang Kateřina Siniaková  | Anna Blinkova Alizé Cornet Karolína Muchová Bernarda Pera  |
| 26 de agosto 2 de septiembre | U.S. Open Nueva York, Estados Unidos Grand Slam $26,758,750 – Dura 128S/128Q/64D/32X Cuadro Individual – Cuadro de Dobles – Dobles Mixtos | Bianca Andreescu 6-3, 7-5                         | Serena Williams                      | Belinda Bencic Elina Svitolina | Donna Vekić Elise Mertens Johanna Konta Qiang Wang         |
| 26 de agosto 2 de septiembre | U.S. Open Nueva York, Estados Unidos Grand Slam $26,758,750 – Dura 128S/128Q/64D/32X Cuadro Individual – Cuadro de Dobles – Dobles Mixtos | Elise Mertens Aryna Sabalenka 7-5, 7-5            | Victoria Azarenka Ashleigh Barty     | Belinda Bencic Elina Svitolina | Donna Vekić Elise Mertens Johanna Konta Qiang Wang         |
| 26 de agosto 2 de septiembre | U.S. Open Nueva York, Estados Unidos Grand Slam $26,758,750 – Dura 128S/128Q/64D/32X Cuadro Individual – Cuadro de Dobles – Dobles Mixtos | Bethanie Mattek-Sands Jamie Murray 6-2, 6-3       | Hao-Ching Chan Michael Venus         | Belinda Bencic Elina Svitolina | Donna Vekić Elise Mertens Johanna Konta Qiang Wang         |

### Septiembre
| Semana           | Torneo | Campeonas                                             | Finalistas                          | Semifinalistas                          | Cuartos de final                                                  |
| ---------------- | --- | ----------------------------------------------------- | ----------------------------------- | --------------------------------------- | ----------------------------------------------------------------- |
| 9 de septiembre  | ICBC Credit Card Zhengzhou Open Zhengzhou, China WTA Premier $1,000,000 – Dura – 30S/48Q/16D Cuadro Individual – Cuadro de Dobles   | Karolína Plíšková 6-3, 6-2                            | Petra Martić                        | Ajla Tomljanović Kristina Mladenovic    | Sofia Kenin Saisai Zheng Aryna Sabalenka Elina Svitolina          |
| 9 de septiembre  | ICBC Credit Card Zhengzhou Open Zhengzhou, China WTA Premier $1,000,000 – Dura – 30S/48Q/16D Cuadro Individual – Cuadro de Dobles   | Nicole Melichar Květa Peschke 6-1, 7-6(2)             | Yanina Wickmayer Tamara Zidanšek    | Ajla Tomljanović Kristina Mladenovic    | Sofia Kenin Saisai Zheng Aryna Sabalenka Elina Svitolina          |
| 9 de septiembre  | Hana-cupid Japan Women's Open Hiroshima, Japón WTA International $250,000 – Dura – 32S/32Q/16D Cuadro Individual – Cuadro de Dobles | Nao Hibino 6-3, 6-2                                   | Misaki Doi                          | Mihaela Buzărnescu Veronika Kudermétova | Su-Wei Hsieh Alison Van Uytvanck Sara Sorribes Laura Siegemund    |
| 9 de septiembre  | Hana-cupid Japan Women's Open Hiroshima, Japón WTA International $250,000 – Dura – 32S/32Q/16D Cuadro Individual – Cuadro de Dobles | Misaki Doi Nao Hibino 3-6, 6-4, [10-4]                | Christina McHale Valeria Savinykh   | Mihaela Buzărnescu Veronika Kudermétova | Su-Wei Hsieh Alison Van Uytvanck Sara Sorribes Laura Siegemund    |
| 9 de septiembre  | Jiangxi Open Nanchang, China WTA International $250,000 – Dura – 32S/32Q/16D Cuadro Individual – Cuadro de Dobles                   | Rebecca Peterson 6-2, 6-0                             | Yelena Rybakina                     | Shuai Peng Nina Stojanović              | Lin Zhu Viktorija Golubic Magda Linette Kateryna Kozlova          |
| 9 de septiembre  | Jiangxi Open Nanchang, China WTA International $250,000 – Dura – 32S/32Q/16D Cuadro Individual – Cuadro de Dobles                   | Wang Xinyu Lin Zhu 6-2, 7-6(5)                        | Shuai Peng Shuai Zhang              | Shuai Peng Nina Stojanović              | Lin Zhu Viktorija Golubic Magda Linette Kateryna Kozlova          |
| 16 de septiembre | Toray Pan Pacific Open Osaka, Japón WTA Premier $823,000 – Dura – 28S/32Q/16D Cuadro Individual – Cuadro de Dobles                  | Naomi Osaka 6-2, 6-3                                  | Anastasiya Pavliuchenkova           | Elise Mertens Angelique Kerber          | Yulia Putintseva Camila Giorgi Madison Keys Misaki Doi            |
| 16 de septiembre | Toray Pan Pacific Open Osaka, Japón WTA Premier $823,000 – Dura – 28S/32Q/16D Cuadro Individual – Cuadro de Dobles                  | Hao-Ching Chan Yung-Jan Chan 7-5, 7-5                 | Hsieh Shu-ying Su-Wei Hsieh         | Elise Mertens Angelique Kerber          | Yulia Putintseva Camila Giorgi Madison Keys Misaki Doi            |
| 16 de septiembre | KEB Hana Bank Korea Open Seúl, Corea del Sur WTA International $250,000 – Dura – 32S/32Q/16D Cuadro Individual – Cuadro de Dobles   | Karolína Muchová 6-1, 6-1                             | Magda Linette                       | Yafan Wang Ekaterina Alexandrova        | Paula Badosa Priscilla Hon Kirsten Flipkens Kristie Ahn           |
| 16 de septiembre | KEB Hana Bank Korea Open Seúl, Corea del Sur WTA International $250,000 – Dura – 32S/32Q/16D Cuadro Individual – Cuadro de Dobles   | Lara Arruabarrena Tatjana Maria 7-6(7), 3-6, [10-7]   | Hayley Carter Luisa Stefani         | Yafan Wang Ekaterina Alexandrova        | Paula Badosa Priscilla Hon Kirsten Flipkens Kristie Ahn           |
| 16 de septiembre | Guangzhou Open Guangzhou, China WTA International $500,000 – Dura – 32S/24Q/16D Cuadro Individual – Cuadro de Dobles                | Sofia Kenin 6-7(4), 6-4, 6-2                          | Samantha Stosur                     | Anna Blinkova Viktorija Golubic         | Marie Bouzková Jasmine Paolini Shuai Zhang Nina Stojanović        |
| 16 de septiembre | Guangzhou Open Guangzhou, China WTA International $500,000 – Dura – 32S/24Q/16D Cuadro Individual – Cuadro de Dobles                | Shuai Peng Laura Siegemund 6-2, 6-1                   | Alexa Guarachi Giuliana Olmos       | Anna Blinkova Viktorija Golubic         | Marie Bouzková Jasmine Paolini Shuai Zhang Nina Stojanović        |
| 23 de septiembre | Wuhan Open Wuhan, China WTA Premier 5 $2,828,000 – Dura – 56S/32Q/28D Cuadro Individual – Cuadro de Dobles                          | Aryna Sabalenka 6-3, 3-6, 6-1                         | Alison Riske                        | Ashleigh Barty Petra Kvitová            | Petra Martić Yelena Rybakina Elina Svitolina Dayana Yastremska    |
| 23 de septiembre | Wuhan Open Wuhan, China WTA Premier 5 $2,828,000 – Dura – 56S/32Q/28D Cuadro Individual – Cuadro de Dobles                          | Yingying Duan Veronika Kudermétova 7-6(3), 6-2        | Elise Mertens Aryna Sabalenka       | Ashleigh Barty Petra Kvitová            | Petra Martić Yelena Rybakina Elina Svitolina Dayana Yastremska    |
| 23 de septiembre | Tashkent Open Taskent, Uzbekistán WTA International $250,000 – Dura – 32S/16Q/16D Cuadro Individual – Cuadro de Dobles              | Alison Van Uytvanck 6-2, 4-6, 6-4                     | Sorana Cîrstea                      | Kristýna Plíšková Katarina Zavatska     | Viktória Kužmová Pauline Parmentier Anna Kalinskaya Danka Kovinić |
| 23 de septiembre | Tashkent Open Taskent, Uzbekistán WTA International $250,000 – Dura – 32S/16Q/16D Cuadro Individual – Cuadro de Dobles              | Hayley Carter Luisa Stefani 6-3, 7-6(4)               | Dalila Jakupović Sabrina Santamaria | Kristýna Plíšková Katarina Zavatska     | Viktória Kužmová Pauline Parmentier Anna Kalinskaya Danka Kovinić |
| 30 de septiembre | China Open Pekín, China WTA Premier Mandatory $8,285,274 – Dura – 60S/32Q/28D Cuadro Individual – Cuadro de Dobles                  | Naomi Osaka 3-6, 6-3, 6-2                             | Ashleigh Barty                      | Kiki Bertens Caroline Wozniacki         | Petra Kvitová Elina Svitolina Bianca Andreescu Daria Kasátkina    |
| 30 de septiembre | China Open Pekín, China WTA Premier Mandatory $8,285,274 – Dura – 60S/32Q/28D Cuadro Individual – Cuadro de Dobles                  | Sofia Kenin Bethanie Mattek-Sands 6-3, 6-7(5), [10-7] | Jeļena Ostapenko Dayana Yastremska  | Kiki Bertens Caroline Wozniacki         | Petra Kvitová Elina Svitolina Bianca Andreescu Daria Kasátkina    |

### Octubre
| Semana        | Torneo | Campeonas                                      | Finalistas                             | Semifinalistas                        | Cuartos de final                                                                         |
| ------------- | --- | ---------------------------------------------- | -------------------------------------- | ------------------------------------- | ---------------------------------------------------------------------------------------- |
| 7 de octubre  | Tianjin Open Tianjin, China WTA International $500,000 – Dura – 32S/24Q/16D Cuadro Individual – Cuadro de Dobles                                | Rebecca Peterson 6-4, 6-4                      | Heather Watson                         | Ons Jabeur Veronika Kudermétova       | Yulia Putintseva Yafan Wang Dayana Yastremska Magda Linette                              |
| 7 de octubre  | Tianjin Open Tianjin, China WTA International $500,000 – Dura – 32S/24Q/16D Cuadro Individual – Cuadro de Dobles                                | Shuko Aoyama Ena Shibahara 6-3, 7-5            | Nao Hibino Miyu Kato                   | Ons Jabeur Veronika Kudermétova       | Yulia Putintseva Yafan Wang Dayana Yastremska Magda Linette                              |
| 7 de octubre  | Upper Austria Ladies Linz Linz, Austria WTA International €250,000 – Dura (i) – 32S/32Q/16D Cuadro Individual – Cuadro de Dobles                | Cori Gauff 6-3, 1-6, 6-2                       | Jeļena Ostapenko                       | Andrea Petković Ekaterina Alexandrova | Kiki Bertens Viktória Kužmová Kristina Mladenovic Yelena Rybakina                        |
| 7 de octubre  | Upper Austria Ladies Linz Linz, Austria WTA International €250,000 – Dura (i) – 32S/32Q/16D Cuadro Individual – Cuadro de Dobles                | Barbora Krejčíková Kateřina Siniaková 6-4, 6-3 | Barbara Haas Xenia Knoll               | Andrea Petković Ekaterina Alexandrova | Kiki Bertens Viktória Kužmová Kristina Mladenovic Yelena Rybakina                        |
| 14 de octubre | VTB Kremlin Cup Moscú, Rusia WTA Premier $1,032,000 – Dura (i) – 28S/32Q/16D Cuadro Individual – Cuadro de Dobles                               | Belinda Bencic 3-6, 6-1, 6-1                   | Anastasiya Pavliuchenkova              | Karolína Muchová Kristina Mladenovic  | Veronika Kudermétova Ekaterina Alexandrova Kirsten Flipkens Kiki Bertens                 |
| 14 de octubre | VTB Kremlin Cup Moscú, Rusia WTA Premier $1,032,000 – Dura (i) – 28S/32Q/16D Cuadro Individual – Cuadro de Dobles                               | Shuko Aoyama Ena Shibahara 6-2, 6-1            | Kirsten Flipkens Bethanie Mattek-Sands | Karolína Muchová Kristina Mladenovic  | Veronika Kudermétova Ekaterina Alexandrova Kirsten Flipkens Kiki Bertens                 |
| 14 de octubre | BGL BNP Paribas Luxembourg Open Luxemburgo, Luxemburgo WTA International $250,000 – Dura (i) – 32S/32Q/16D Cuadro Individual – Cuadro de Dobles | Jeļena Ostapenko 6-4, 6-1                      | Julia Goerges                          | Anna Blinkova Yelena Rybakina         | Antonia Lottner Margarita Gasparyan Laura Siegemund Mónica Puig                          |
| 14 de octubre | BGL BNP Paribas Luxembourg Open Luxemburgo, Luxemburgo WTA International $250,000 – Dura (i) – 32S/32Q/16D Cuadro Individual – Cuadro de Dobles | Cori Gauff Caty McNally 6-2, 6-2               | Kaitlyn Christian Alexa Guarachi       | Anna Blinkova Yelena Rybakina         | Antonia Lottner Margarita Gasparyan Laura Siegemund Mónica Puig                          |
| 21 de octubre | Hengqin Life WTA Elite Trophy Zhuhai, China Campeonato de Fin de Año $2,419,844 – Dura (i) – 12S (RR)/6D (RR) Cuadro Individual – Cuadro Dobles | Aryna Sabalenka 6-4, 6-2                       | Kiki Bertens                           | Saisai Zheng Karolína Muchová         |                                                                                          |
| 21 de octubre | Hengqin Life WTA Elite Trophy Zhuhai, China Campeonato de Fin de Año $2,419,844 – Dura (i) – 12S (RR)/6D (RR) Cuadro Individual – Cuadro Dobles | Lyudmyla Kichenok Andreja Klepač 6-3, 6-3      | Yingying Duan Zhaoxuan Yang            | Saisai Zheng Karolína Muchová         |                                                                                          |
| 28 de octubre | Shiseido WTA Finals Shenzhen Shenzhen, China Campeonato de Fin de Año $14,000,000 – Dura (i) – 8S (RR)/8D Cuadro Individual – Cuadro de Dobles  | Ashleigh Barty 6-4, 6-3                        | Elina Svitolina                        | Karolína Plíšková Belinda Bencic      | Round Robin Grupo Rojo Kiki Bertens Petra Kvitová Grupo Púrpura Simona Halep Sofia Kenin |
| 28 de octubre | Shiseido WTA Finals Shenzhen Shenzhen, China Campeonato de Fin de Año $14,000,000 – Dura (i) – 8S (RR)/8D Cuadro Individual – Cuadro de Dobles  | Tímea Babos Kristina Mladenovic 6-1, 6-3       | Su-Wei Hsieh Barbora Strýcová          | Karolína Plíšková Belinda Bencic      | Round Robin Grupo Rojo Kiki Bertens Petra Kvitová Grupo Púrpura Simona Halep Sofia Kenin |

### Noviembre
| Semana         | Torneo                                                | Campeonas   | Finalistas | Semifinalistas | Cuartos de final |
| -------------- | ----------------------------------------------------- | ----------- | ---------- | -------------- | ---------------- |
| 4 de noviembre | Fed Cup by BNP Paribas - Final Perth, Australia, Dura | Francia 3-2 | Australia  |                |                  |

## Resumen por títulos

### Individual

#### Por tenistas
| N.º | Tenista              | TOTAL | Grand Slam * | Premier Mandatory | Premier 5 | Premier | International * |
| 1   | Ashleigh Barty       | 4     | 1(+1)        | 1                 |           | 1       |                 |
| 1   | Karolína Plíšková    | 4     |              |                   | 1         | 3       |                 |
| 3   | Bianca Andreescu     | 3     | 1            | 1                 | 1         |         |                 |
| 3   | Naomi Osaka          | 3     | 1            | 1                 |           | 1       |                 |
| 3   | Aryna Sabalenka      | 3     |              |                   | 1         |         | 1(+1)           |
| 3   | Sofia Kenin          | 3     |              |                   |           |         | 3               |
| 7   | Kiki Bertens         | 2     |              | 1                 |           | 1       |                 |
| 7   | Belinda Bencic       | 2     |              |                   | 1         | 1       |                 |
| 7   | Madison Keys         | 2     |              |                   | 1         | 1       |                 |
| 7   | Petra Kvitová        | 2     |              |                   |           | 2       |                 |
| 7   | Rebecca Peterson     | 2     |              |                   |           |         | 2               |
| 7   | Jil Teichmann        | 2     |              |                   |           |         | 2               |
| 7   | Alison Van Uytvanck  | 2     |              |                   |           |         | 2               |
| 7   | Dayana Yastremska    | 2     |              |                   |           |         | 2               |
| 15  | Simona Halep         | 1     | 1            |                   |           |         |                 |
| 15  | Elise Mertens        | 1     |              |                   |           | 1       |                 |
| 15  | Saisai Zheng         | 1     |              |                   |           | 1       |                 |
| 15  | Amanda Anisimova     | 1     |              |                   |           |         | 1               |
| 15  | Fiona Ferro          | 1     |              |                   |           |         | 1               |
| 15  | Caroline Garcia      | 1     |              |                   |           |         | 1               |
| 15  | Cori Gauff           | 1     |              |                   |           |         | 1               |
| 15  | Julia Goerges        | 1     |              |                   |           |         | 1               |
| 15  | Polona Hercog        | 1     |              |                   |           |         | 1               |
| 15  | Nao Hibino           | 1     |              |                   |           |         | 1               |
| 15  | Magda Linette        | 1     |              |                   |           |         | 1               |
| 15  | Petra Martić         | 1     |              |                   |           |         | 1               |
| 15  | Karolína Muchová     | 1     |              |                   |           |         | 1               |
| 15  | Garbiñe Muguruza     | 1     |              |                   |           |         | 1               |
| 15  | Jeļena Ostapenko     | 1     |              |                   |           |         | 1               |
| 15  | Jessica Pegula       | 1     |              |                   |           |         | 1               |
| 15  | Yulia Putintseva     | 1     |              |                   |           |         | 1               |
| 15  | Alison Riske         | 1     |              |                   |           |         | 1               |
| 15  | Yelena Rybakina      | 1     |              |                   |           |         | 1               |
| 15  | Maria Sakkari        | 1     |              |                   |           |         | 1               |
| 15  | Anastasija Sevastova | 1     |              |                   |           |         | 1               |
| 15  | Yafan Wang           | 1     |              |                   |           |         | 1               |

#### Por países
| N.º | Tenista         | TOTAL | Grand Slam * | Premier Mandatory | Premier 5 | Premier | International * |
| 1   | Estados Unidos  | 9     |              |                   | 1         | 1       | 7               |
| 2   | República Checa | 7     |              |                   | 1         | 5       | 1               |
| 3   | Australia       | 4     | 1(+1)        | 1                 |           | 1       |                 |
| 3   | Japón           | 4     | 1            | 1                 |           | 1       | 1               |
| 3   | Suiza           | 4     |              |                   | 1         | 1       | 2               |
| 6   | Canadá          | 3     | 1            | 1                 | 1         |         |                 |
| 6   | Bielorrusia     | 3     |              |                   | 1         |         | 1(+1)           |
| 6   | Bélgica         | 3     |              |                   |           | 1       | 2               |
| 9   | Países Bajos    | 2     |              | 1                 |           | 1       |                 |
| 9   | China           | 2     |              |                   |           | 1       | 1               |
| 9   | Francia         | 2     |              |                   |           |         | 2               |
| 9   | Kazajistán      | 2     |              |                   |           |         | 2               |
| 9   | Letonia         | 2     |              |                   |           |         | 2               |
| 9   | Suecia          | 2     |              |                   |           |         | 2               |
| 9   | Ucrania         | 2     |              |                   |           |         | 2               |
| 16  | Rumania         | 1     | 1            |                   |           |         |                 |
| 16  | Alemania        | 1     |              |                   |           |         | 1               |
| 16  | Croacia         | 1     |              |                   |           |         | 1               |
| 16  | Eslovenia       | 1     |              |                   |           |         | 1               |
| 16  | España          | 1     |              |                   |           |         | 1               |
| 16  | Grecia          | 1     |              |                   |           |         | 1               |
| 16  | Polonia         | 1     |              |                   |           |         | 1               |

### Dobles

#### Por tenistas
| N.º | Tenista               | TOTAL | Grand Slam * | Premier Mandatory | Premier 5 | Premier | International * |
| 1   | Su-Wei Hsieh          | 4     | 1            | 1                 | 1         | 1       |                 |
| 1   | Barbora Strýcová      | 4     | 1            | 1                 | 1         | 1       |                 |
| 1   | Hao-Ching Chan        | 4     |              |                   |           | 3       | 1               |
| 1   | Yung-Jan Chan         | 4     |              |                   |           | 3       | 1               |
| 5   | Tímea Babos           | 3     | 1(+1)        |                   |           |         | 1               |
| 5   | Kristina Mladenovic   | 3     | 1(+1)        |                   |           |         | 1               |
| 5   | Elise Mertens         | 3     | 1            | 2                 |           |         |                 |
| 5   | Aryna Sabalenka       | 3     | 1            | 2                 |           |         |                 |
| 5   | Kateřina Siniaková    | 3     |              |                   | 1         | 1       | 1               |
| 5   | Nicole Melichar       | 3     |              |                   |           | 3       |                 |
| 5   | Květa Peschke         | 3     |              |                   |           | 3       |                 |
| 5   | Shuko Aoyama          | 3     |              |                   |           | 1       | 2               |
| 13  | Sofia Kenin           | 2     |              | 1                 |           |         | 1               |
| 13  | Andreja Klepač        | 2     |              |                   | 1         |         | (+1)            |
| 13  | Victoria Azarenka     | 2     |              |                   | 1         |         | 1               |
| 13  | Barbora Krejčíková    | 2     |              |                   | 1         |         | 1               |
| 13  | Aleksandra Krunić     | 2     |              |                   |           | 1       | 1               |
| 13  | Ena Shibahara         | 2     |              |                   |           | 1       | 1               |
| 13  | Cori Gauff            | 2     |              |                   |           |         | 2               |
| 13  | Viktória Kužmová      | 2     |              |                   |           |         | 2               |
| 13  | María José Martínez   | 2     |              |                   |           |         | 2               |
| 13  | Caty McNally          | 2     |              |                   |           |         | 2               |
| 13  | Shuai Peng            | 2     |              |                   |           |         | 2               |
| 24  | Samantha Stosur       | 1     | 1            |                   |           |         |                 |
| 24  | Shuai Zhang           | 1     | 1            |                   |           |         |                 |
| 24  | Bethanie Mattek-Sands | 1     |              | 1                 |           |         |                 |
| 24  | Ashleigh Barty        | 1     |              |                   | 1         |         |                 |
| 24  | Yingying Duan         | 1     |              |                   | 1         |         |                 |
| 24  | Lucie Hradecká        | 1     |              |                   | 1         |         |                 |
| 24  | Veronika Kudermétova  | 1     |              |                   | 1         |         |                 |
| 24  | Mona Barthel          | 1     |              |                   |           | 1       |                 |
| 24  | Anna-Lena Friedsam    | 1     |              |                   |           | 1       |                 |
| 24  | Margarita Gasparyan   | 1     |              |                   |           | 1       |                 |
| 24  | Anna-Lena Grönefeld   | 1     |              |                   |           | 1       |                 |
| 24  | Yekaterina Makarova   | 1     |              |                   |           | 1       |                 |
| 24  | Alicja Rosolska       | 1     |              |                   |           | 1       |                 |
| 24  | Lyudmyla Kichenok     | 1     |              |                   |           |         | (+1)            |
| 24  | Ekaterina Alexandrova | 1     |              |                   |           |         | 1               |
| 24  | Lara Arruabarrena     | 1     |              |                   |           |         | 1               |
| 24  | Irina-Camelia Begu    | 1     |              |                   |           |         | 1               |
| 24  | Eugénie Bouchard      | 1     |              |                   |           |         | 1               |
| 24  | Hayley Carter         | 1     |              |                   |           |         | 1               |
| 24  | Sorana Cîrstea        | 1     |              |                   |           |         | 1               |
| 24  | Gabriela Dabrowski    | 1     |              |                   |           |         | 1               |
| 24  | Misaki Doi            | 1     |              |                   |           |         | 1               |
| 24  | Sharon Fichman        | 1     |              |                   |           |         | 1               |
| 24  | Kirsten Flipkens      | 1     |              |                   |           |         | 1               |
| 24  | Daria Gavrilova       | 1     |              |                   |           |         | 1               |
| 24  | Nao Hibino            | 1     |              |                   |           |         | 1               |
| 24  | Zoe Hives             | 1     |              |                   |           |         | 1               |
| 24  | Darija Jurak          | 1     |              |                   |           |         | 1               |
| 24  | Anna Kalinskaya       | 1     |              |                   |           |         | 1               |
| 24  | Desirae Krawczyk      | 1     |              |                   |           |         | 1               |
| 24  | Johanna Larsson       | 1     |              |                   |           |         | 1               |
| 24  | Cornelia Lister       | 1     |              |                   |           |         | 1               |
| 24  | Tatjana Maria         | 1     |              |                   |           |         | 1               |
| 24  | Andreea Mitu          | 1     |              |                   |           |         | 1               |
| 24  | Asia Muhammad         | 1     |              |                   |           |         | 1               |
| 24  | Monica Niculescu      | 1     |              |                   |           |         | 1               |
| 24  | Giuliana Olmos        | 1     |              |                   |           |         | 1               |
| 24  | Ellen Perez           | 1     |              |                   |           |         | 1               |
| 24  | Kristýna Plíšková     | 1     |              |                   |           |         | 1               |
| 24  | Anastasia Potapova    | 1     |              |                   |           |         | 1               |
| 24  | María Sánchez         | 1     |              |                   |           |         | 1               |
| 24  | Astra Sharma          | 1     |              |                   |           |         | 1               |
| 24  | Laura Siegemund       | 1     |              |                   |           |         | 1               |
| 24  | Yana Sizikova         | 1     |              |                   |           |         | 1               |
| 24  | Sara Sorribes         | 1     |              |                   |           |         | 1               |
| 24  | Luisa Stefani         | 1     |              |                   |           |         | 1               |
| 24  | Nina Stojanović       | 1     |              |                   |           |         | 1               |
| 24  | Renata Voráčová       | 1     |              |                   |           |         | 1               |
| 24  | Xinyu Wang            | 1     |              |                   |           |         | 1               |
| 24  | Yifan Xu              | 1     |              |                   |           |         | 1               |
| 24  | Zhaoxuan Yang         | 1     |              |                   |           |         | 1               |
| 24  | Saisai Zheng          | 1     |              |                   |           |         | 1               |
| 24  | Lin Zhu               | 1     |              |                   |           |         | 1               |
| 24  | Vera Zvonareva        | 1     |              |                   |           |         | 1               |

#### Por países
| N.º | Tenista         | TOTAL | Grand Slam * | Premier Mandatory | Premier 5 | Premier | International * |
| 1   | República Checa | 15    | 1            | 1                 | 4         | 5       | 4               |
| 2   | Estados Unidos  | 14    |              | 2                 |           | 3       | 9               |
| 3   | China Taipéi    | 12    | 1            | 1                 | 1         | 7       | 2               |
| 4   | China           | 9     | 1            |                   | 1         |         | 7               |
| 5   | Rusia           | 8     |              |                   | 1         | 2       | 5               |
| 6   | Japón           | 7     |              |                   |           | 2       | 5               |
| 7   | Australia       | 6     | 1            |                   | 1         |         | 4               |
| 8   | Bielorrusia     | 5     | 1            | 2                 | 1         |         | 1               |
| 8   | Alemania        | 5     |              |                   |           | 3       | 2               |
| 10  | Bélgica         | 4     | 1            | 2                 |           |         | 1               |
| 10  | España          | 4     |              |                   |           |         | 4               |
| 10  | Rumania         | 4     |              |                   |           |         | 4               |
| 13  | Francia         | 3     | 1(+1)        |                   |           |         | 1               |
| 13  | Hungría         | 3     | 1(+1)        |                   |           |         | 1               |
| 13  | Serbia          | 3     |              |                   |           | 1       | 2               |
| 13  | Canadá          | 3     |              |                   |           |         | 3               |
| 17  | Eslovenia       | 2     |              |                   | 1         |         | (+1)            |
| 17  | Eslovaquia      | 2     |              |                   |           |         | 2               |
| 17  | Suecia          | 2     |              |                   |           |         | 2               |
| 20  | Polonia         | 1     |              |                   |           | 1       |                 |
| 20  | Ucrania         | 1     |              |                   |           |         | (+1)            |
| 20  | Brasil          | 1     |              |                   |           |         | 1               |
| 20  | Croacia         | 1     |              |                   |           |         | 1               |
| 20  | México          | 1     |              |                   |           |         | 1               |

(*) Dentro de la columna de Grand Slam, se incluye el torneo de la WTA Tour Championships, con un (+1) y en la columna de International se incluye el WTA Elite Trophy, con un (+1).

### Dobles Mixto

#### Por tenistas
| Nº | Tenista               | TOTAL | Grand Slam |
| 1  | Yung-Jan Chan         | 2     | 2          |
| 1  | Ivan Dodig            | 2     | 2          |
| 3  | Barbora Krejčíková    | 1     | 1          |
| 3  | Bethanie Mattek-Sands | 1     | 1          |
| 3  | Jamie Murray          | 1     | 1          |
| 3  | Rajeev Ram            | 1     | 1          |

#### Por países
| Nº | País            | TOTAL | Grand Slam |
| 1  | China Taipéi    | 2     | 2          |
| 1  | Croacia         | 2     | 2          |
| 1  | Estados Unidos  | 2     | 2          |
| 4  | Reino Unido     | 1     | 1          |
| 4  | República Checa | 1     | 1          |

### Detalles de los títulos
Las siguientes jugadoras ganaron su primer título del circuito en individual o dobles:
Individual
- Sofia Kenin  – Hobart (Cuadro)
- Yafan Wang  – Acapulco (Cuadro)
- Bianca Andreescu  – Indian Wells (Cuadro)
- Amanda Anisimova  – Bogotá (Cuadro)
- Petra Martić  – Estambul (Cuadro)
- Jil Teichmann  – Praga (Cuadro)
- Maria Sakkari  – Rabat (Cuadro)
- Yulia Putintseva  – Núremberg (Cuadro)
- Fiona Ferro  – Lausana (Cuadro)
- Yelena Rybakina  – Bucarest (Cuadro)
- Jessica Pegula  – Washington (Cuadro)
- Saisai Zheng  – San José (Cuadro)
- Magda Linette  – Nueva York (Cuadro)
- Rebecca Peterson  – Nanchang (Cuadro)
- Karolína Muchová  – Seúl (Cuadro)
- Cori Gauff  – Linz (Cuadro)

Dobles
- Eugénie Bouchard  – Auckland (Cuadro)
- Sofia Kenin  – Auckland (Cuadro)
- Ekaterina Alexandrova  – Budapest (Cuadro)
- Aryna Sabalenka  – Indian Wells (Cuadro)
- Zoe Hives  – Bogotá (Cuadro)
- Astra Sharma  – Bogotá (Cuadro)
- Anna-Lena Friedsam  – Stuttgart (Cuadro)
- Anna Kalinskaya  – Praga (Cuadro)
- Viktória Kužmová  – Praga (Cuadro)
- Ellen Perez  – Estrasburgo (Cuadro)
- Giuliana Olmos  – Nottingham (Cuadro)
- Yana Sizikova  – Lausana (Cuadro)
- Cornelia Lister  – Palermo (Cuadro)
- Nina Stojanović  – Jūrmala (Cuadro)
- Cori Gauff  – Washington (Cuadro)
- Caty McNally  – Washington (Cuadro)
- Wang Xinyu  – Nanchang (Cuadro)
- Lin Zhu  – Nanchang (Cuadro)
- Hayley Carter  – Tashkent (Cuadro)
- Luisa Stefani  – Tashkent (Cuadro)
- Veronika Kudermétova  – Wuhan (Cuadro)
- Ena Shibahara  – Tianjin (Cuadro)

Las siguientes jugadoras defendieron con éxito el título conseguido la temporada pasada en individual o dobles:
Individual
- Julia Goerges  – Auckland (Cuadro)
- Alison Van Uytvanck  – Budapest (Cuadro)
- Garbiñe Muguruza  – Monterrey (Cuadro)
- Aryna Sabalenka  – Wuhan (Cuadro)

Dobles
- Ashleigh Barty  – Roma (Cuadro)
- Květa Peschke  – San José (Cuadro)
- Lucie Hradecká  – Cincinnati (Cuadro)
- Lyudmyla Kichenok  – Elite Trophy (Cuadro)
- Tímea Babos  – Tour Championships (Cuadro)
- Kristina Mladenovic  – Tour Championships (Cuadro)

## Distribución de puntos
| Categoría                      | G    | F    | SF                                           | CF                                           | R16                                          | R32                                          | R64                                          | R128                                         | Q                                            | Q3                                           | Q2                                           | Q1                                           |
| Grand Slam (S)                 | 2000 | 1300 | 780                                          | 430                                          | 240                                          | 130                                          | 70                                           | 10                                           | 40                                           | 30                                           | 20                                           | 2                                            |
| Grand Slam (D)                 | 2000 | 1300 | 780                                          | 430                                          | 240                                          | 130                                          | 10                                           | –                                            | 48                                           | –                                            | –                                            | –                                            |
| WTA Finals (S)                 | +450 | +360 | (230 por cada victoria, 70 por cada derrota) | (230 por cada victoria, 70 por cada derrota) | (230 por cada victoria, 70 por cada derrota) | (230 por cada victoria, 70 por cada derrota) | (230 por cada victoria, 70 por cada derrota) | (230 por cada victoria, 70 por cada derrota) | (230 por cada victoria, 70 por cada derrota) | (230 por cada victoria, 70 por cada derrota) | (230 por cada victoria, 70 por cada derrota) | (230 por cada victoria, 70 por cada derrota) |
| WTA Finals (D)                 | 1500 | 1050 | 690                                          | 460                                          |                                              |                                              |                                              |                                              |                                              |                                              |                                              |                                              |
| WTA Premier Mandatory (96S)    | 1000 | 650  | 390                                          | 215                                          | 120                                          | 65                                           | 35                                           | 10                                           | 30                                           | –                                            | 20                                           | 2                                            |
| WTA Premier Mandatory (64S)    | 1000 | 650  | 390                                          | 215                                          | 120                                          | 65                                           | 10                                           | –                                            | 30                                           | –                                            | 20                                           | 2                                            |
| WTA Premier Mandatory (28/32D) | 1000 | 650  | 390                                          | 215                                          | 120                                          | 10                                           | –                                            | –                                            | –                                            | –                                            | –                                            | –                                            |
| WTA Premier 5 (56S)            | 900  | 585  | 350                                          | 190                                          | 105                                          | 60                                           | 1                                            | –                                            | 30                                           | 20                                           | 12                                           | 1                                            |
| WTA Premier 5 (28D)            | 900  | 585  | 350                                          | 190                                          | 105                                          | 1                                            | –                                            | –                                            | –                                            | –                                            | –                                            | –                                            |
| WTA Premier (56S)              | 470  | 305  | 185                                          | 100                                          | 55                                           | 30                                           | 1                                            | –                                            | 12                                           | –                                            | 8                                            | 1                                            |
| WTA Premier (32S)              | 470  | 305  | 185                                          | 100                                          | 55                                           | 1                                            | –                                            | –                                            | 20                                           | 16                                           | 10                                           | 1                                            |
| WTA Premier (16D)              | 470  | 305  | 185                                          | 100                                          | 1                                            | –                                            | –                                            | –                                            | –                                            | –                                            | –                                            | –                                            |
| WTA Elite Trophy               | +260 | +200 | (120 por cada victoria, 40 por cada derrota) | (120 por cada victoria, 40 por cada derrota) | (120 por cada victoria, 40 por cada derrota) | (120 por cada victoria, 40 por cada derrota) | (120 por cada victoria, 40 por cada derrota) | (120 por cada victoria, 40 por cada derrota) | (120 por cada victoria, 40 por cada derrota) | (120 por cada victoria, 40 por cada derrota) | (120 por cada victoria, 40 por cada derrota) | (120 por cada victoria, 40 por cada derrota) |
| WTA International (56S)        | 280  | 180  | 110                                          | 60                                           | 30                                           | 15                                           | 1                                            | –                                            | 10                                           | –                                            | 6                                            | 1                                            |
| WTA International (32S)        | 280  | 180  | 110                                          | 60                                           | 30                                           | 1                                            | –                                            | –                                            | 18                                           | 14                                           | 10                                           | 1                                            |
| WTA International (16D)        | 280  | 180  | 110                                          | 60                                           | 1                                            | –                                            | –                                            | –                                            | –                                            | –                                            | –                                            | –                                            |

## Retiros
- An-Sophie Mestach nació el 7 de marzo de 1994 en Gante, Bélgica, se convirtió en profesional en 2010 y alcanzó el ranking de no. 98 en singles y no. 64 en dobles. Ganó el Abierto de Australia en la categoría de júniors en singles y dobles en 2011.[2]

- Agnieszka Radwańska nació el 6 de marzo de 1989 en Cracovia, Polonia, se convirtió en profesional en 2005 y alcanzó el ranking de no. 2 en singles y no. 16 en dobles. Llegó a una final de Grand Slam en singles y ganó 20 títulos en singles y 2 en dobles.[3]

- Lucie Šafářová nació el 4 de febrero de 1987 en Brno, República Checa, se convirtió en profesional en 2002 y alcanzó el ranking de no. 5 en singles y no. 1 en dobles. Ganó 5 Grand Slam en dobles y fue finalista en Roland Garros en 2015. Šafářová ganó 7 títulos en singles y 15 en dobles.[4]

- Yelena Vesnina nació el 1 de agosto de 1986 en Leópolis, Unión Soviética (actualmente Ucrania), se convirtió en profesional en 2002 y alcanzó el ranking de no. 13 en singles y no. 1 en dobles. Ganó 3 Grand Slam en dobles y uno en dobles mixto. Vesnina ganó 3 títulos en singles y 19 en dobles.[5]